# Animal Kingdom (Fernsehserie)/Episodenliste

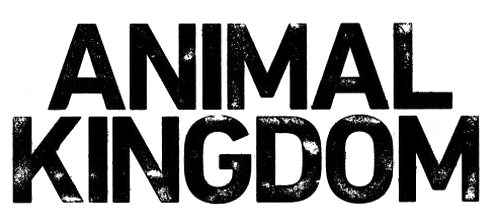
Logo zur Serie

Diese Episodenliste enthält alle Episoden der US-amerikanischen Dramaserie Animal Kingdom, sortiert nach der US-amerikanischen Erstausstrahlung. Die Fernsehserie umfasst sechs Staffeln mit 75 Episoden.

## Übersicht
| Staffel | EpisodenAnzahl | Erstausstrahlung_USA | Erstausstrahlung_USA | Deutschsprachige Erstausstrahlung | Deutschsprachige Erstausstrahlung |
| Staffel | EpisodenAnzahl | Staffelpremiere      | Staffelfinale        | Staffelpremiere                   | Staffelfinale                     |
| ------- | -------------- | -------------------- | -------------------- | --------------------------------- | --------------------------------- |
| 1       | 10             | 14. Juni 2016        | 9. August 2016       | 19. Juni 2017                     | 14. August 2017                   |
| 2       | 13             | 30. Mai 2017         | 29. August 2017      | 6. Februar 2018                   | 13. März 2018                     |
| 3       | 13             | 29. Mai 2018         | 21. August 2018      | 14. September 2018                | 19. Oktober 2018                  |
| 4       | 13             | 28. Mai 2019         | 20. August 2019      | 13. September 2019                | 25. Oktober 2019                  |
| 5       | 13             | 11. Juli 2021        | 3. Oktober 2021      | 15. Oktober 2021                  | 19. November 2021                 |
| 6       | 13             | 19. Juni 2022        | 28. August 2022      |                                   |                                   |

## Staffel 1
Die Erstausstrahlung der ersten Staffel war vom 14. Juni bis zum 9. August 2016 auf dem US-amerikanischen Kabelsender TNT zu sehen. Die deutschsprachige Erstausstrahlung sendete der Pay-TV-Sender TNT Serie vom 19. Juni bis zum 14. August 2017.
| Nr. (ges.) | Nr. (St.) | Deutscher Titel     | Originaltitel              | Erstausstrahlung USA | Deutschsprachige Erstausstrahlung (D/A/CH) | Regie               | Drehbuch       |
| ---------- | --------- | ------------------- | -------------------------- | -------------------- | ------------------------------------------ | ------------------- | -------------- |
| 1          | 1         | Eine neue Familie   | Pilot                      | 14. Juni 2016        | 19. Juni 2017                              | John Wells          | Jonathan Lisco |
| 2          | 2         | Über die Grenze     | We Don't Hurt People       | 14. Juni 2016        | 26. Juni 2017                              | John Wells          | Jonathan Lisco |
| 3          | 3         | Ein einfacher Bruch | Stay Close, Stick Together | 21. Juni 2016        | 3. Juli 2017                               | Christopher Chulack | Eliza Clark    |
| 4          | 4         | Überdosis           | Dead to Me                 | 28. Juni 2016        | 10. Juli 2017                              | Karen Gaviola       | Etan Frankel   |
| 5          | 5         | Sündenbock          | Flesh Is Weak              | 5. Juli 2016         | 17. Juli 2017                              | Christopher Chulack | Megan Martin   |
| 6          | 6         | Abserviert          | Child Care                 | 12. Juli 2016        | 24. Juli 2017                              | Regina King         | Etan Frankel   |
| 7          | 7         | Animals             | Goddamn Animals            | 19. Juli 2016        | 31. Juli 2017                              | Tim Southam         | Eliza Clark    |
| 8          | 8         | Man In              | Man In                     | 26. Juli 2016        | 7. Aug. 2017                               | Larry Teng          | Megan Martin   |
| 9          | 9         | Der große Coup      | Judas Kiss                 | 2. Aug. 2016         | 14. Aug. 2017                              | Christopher Chulack | John Wells     |
| 10         | 10        | Abrechnung          | What Have You Done         | 9. Aug. 2016         | 14. Aug. 2017                              | John Wells          | Jonathan Lisco |

## Staffel 2
Die Erstausstrahlung der zweiten Staffel war vom 30. Mai bis zum 29. August 2017 auf dem US-amerikanischen Kabelsender TNT zu sehen. Die deutschsprachige Erstausstrahlung sendete der Pay-TV-Sender TNT Serie vom 6. Februar bis zum 13. März 2018.
| Nr. (ges.) | Nr. (St.) | Deutscher Titel        | Originaltitel             | Erstausstrahlung USA | Deutschsprachige Erstausstrahlung (D/A/CH) | Regie               | Drehbuch                    |
| ---------- | --------- | ---------------------- | ------------------------- | -------------------- | ------------------------------------------ | ------------------- | --------------------------- |
| 11         | 1         | Emanzipation           | Eat What You Kill         | 30. Mai 2017         | 6. Feb. 2018                               | Christopher Chulack | Jonathan Lisco              |
| 12         | 2         | Karma                  | Karma                     | 6. Juni 2017         | 6. Feb. 2018                               | Thomas Carter       | Eliza Clark                 |
| 13         | 3         | Gekappte Verbindungen  | Bleed For It              | 13. Juni 2017        | 13. Feb. 2018                              | J. Michael Muro     | Megan Martin                |
| 14         | 4         | Eröffnungsparty        | Broken Boards             | 20. Juni 2017        | 13. Feb. 2018                              | Emmy Rossum         | Etan Frankel                |
| 15         | 5         | Kirchenraub            | Forgive Us Our Trespasses | 27. Juni 2017        | 20. Feb. 2018                              | Laura Innes         | T.J. Brady & Rasheed Newson |
| 16         | 6         | Die Jagd nach dem Geld | Cry Havoc                 | 11. Juli 2017        | 20. Feb. 2018                              | Larry Teng          | Jonathan Lisco              |
| 17         | 7         | Die Leiche im Keller   | Dig                       | 18. Juli 2017        | 27. Feb. 2018                              | David Rodriguez     | Eliza Clark                 |
| 18         | 8         | Schwarzer Peter        | Grace                     | 25. Juli 2017        | 27. Feb. 2018                              | Cherie Nowlan       | Megan Martin                |
| 19         | 9         | Fette Beute            | Custody                   | 1. Aug. 2017         | 6. März 2018                               | Gary Goldman        | Etan Frankel                |
| 20         | 10        | Seeräuber              | Treasure                  | 8. Aug. 2017         | 6. März 2018                               | Josef Wladyka       | T.J. Brady & Rasheed Newson |
| 21         | 11        | Ein kleiner Gefallen   | The Leopard               | 15. Aug. 2017        | 13. März 2018                              | Michael Morris      | Eliza Clark                 |
| 22         | 12        | Auf eigene Faust       | You Will Be Gutted        | 22. Aug. 2017        | 13. März 2018                              | Larry Teng          | Jonathan Lisco              |
| 23         | 13        | Verrat                 | Betrayal                  | 29. Aug. 2017        | 13. März 2018                              | John Wells          | John Wells                  |

## Staffel 3
Die Erstausstrahlung der dritten Staffel war vom 29. Mai bis zum 21. August 2018 auf dem US-amerikanischen Kabelsender TNT zu sehen. Die deutschsprachige Erstausstrahlung sendete der Pay-TV-Sender TNT Serie vom 14. September bis zum 19. Oktober 2018.
| Nr. (ges.) | Nr. (St.) | Deutscher Titel        | Originaltitel        | Erstausstrahlung USA | Deutschsprachige Erstausstrahlung (D/A/CH) | Regie               | Drehbuch          |
| ---------- | --------- | ---------------------- | -------------------- | -------------------- | ------------------------------------------ | ------------------- | ----------------- |
| 24         | 1         | Ruhe in Frieden        | The Killing          | 29. Mai 2018         | 14. Sep. 2018                              | John Wells          | John Wells        |
| 25         | 2         | Engpass                | In the Red           | 5. Juni 2018         | 14. Sep. 2018                              | David Rodriguez     | Eliza Clark       |
| 26         | 3         | Schmutziger Deal       | The Center Will Hold | 12. Juni 2018        | 21. Sep. 2018                              | Alex Zakrzewski     | Daniele Nathanson |
| 27         | 4         | Zeit der Wölfe         | Wolves               | 19. Juni 2018        | 21. Sep. 2018                              | James Hanlon        | Bradley Paul      |
| 28         | 5         | Schmerzensgeld         | Prey                 | 26. Juni 2018        | 28. Sep. 2018                              | Megan Griffiths     | Addison McQuigg   |
| 29         | 6         | Revierkämpfe           | Broke From The Box   | 3. Juli 2018         | 28. Sep. 2018                              | Mark Strand         | Matt Kester       |
| 30         | 7         | Aus Mangel an Beweisen | Low Man              | 10. Juli 2018        | 5. Okt. 2018                               | Cherie Nowlan       | Eliza Clark       |
| 31         | 8         | Raubzug in den Wolken  | Incoming             | 17. Juli 2018        | 5. Okt. 2018                               | David Rodriguez     | Daniele Nathanson |
| 32         | 9         | Familiengrab           | Libertad             | 24. Juli 2018        | 12. Okt. 2018                              | Nick Copus          | Bradley Paul      |
| 33         | 10        | Rabenvater             | Of The Tit           | 31. Juli 2018        | 12. Okt. 2018                              | Larry Teng          | Addison McQuigg   |
| 34         | 11        | Bittere Wahrheit       | Jackpot              | 7. Aug. 2018         | 19. Okt. 2018                              | Shawn Hatosy        | Matt Kester       |
| 35         | 12        | Willkommensparty       | Homecoming           | 14. Aug. 2018        | 19. Okt. 2018                              | David Rodriguez     | Eliza Clark       |
| 36         | 13        | Die Hyänen             | The Hyenas           | 21. Aug. 2018        | 19. Okt. 2018                              | Christopher Chulack | John Wells        |

## Staffel 4
Die Erstausstrahlung der vierten Staffel war vom 28. Mai bis zum 20. August 2019 auf dem US-amerikanischen Kabelsender TNT zu sehen. Die deutschsprachige Erstausstrahlung sendete der Pay-TV-Sender TNT Serie vom 13. September bis zum 25. Oktober 2019.
| Nr. (ges.) | Nr. (St.) | Deutscher Titel    | Originaltitel  | Erstausstrahlung USA | Deutschsprachige Erstausstrahlung (D/A/CH) | Regie           | Drehbuch            |
| ---------- | --------- | ------------------ | -------------- | -------------------- | ------------------------------------------ | --------------- | ------------------- |
| 37         | 1         | Janine             | Janine         | 28. Mai 2019         | 13. Sep. 2019                              | John Wells      | Eliza Clark         |
| 38         | 2         | Angela             | Angela         | 4. Juni 2019         | 13. Sep. 2019                              | John Wells      | Daniele Nathanson   |
| 39         | 3         | Diagnose           | Man Vs. Rock   | 11. Juni 2019        | 20. Sep. 2019                              | Solvan Naim     | Bradley Paul        |
| 40         | 4         | Kunstraub          | Tank           | 18. Juni 2019        | 20. Sep. 2019                              | Megan Griffiths | Addison McQuigg     |
| 41         | 5         | Offene Rechnung    | Reap           | 25. Juni 2019        | 27. Sep. 2019                              | Cherie Nowlan   | Matt Kester         |
| 42         | 6         | Undichte Stelle    | Into the Black | 2. Juli 2019         | 27. Sep. 2019                              | Loren Yaconelli | Bill Balas          |
| 43         | 7         | Kenne deinen Feind | Know Thy Enemy | 9. Juli 2019         | 4. Okt. 2019                               | Laura Belsey    | Vanessa Baden Kelly |
| 44         | 8         | Kurzer Prozess     | Ambo           | 16. Juli 2019        | 4. Okt. 2019                               | David Rodriguez | Bradley Paul        |
| 45         | 9         | Bewaffnung         | SHTF           | 23. Juli 2019        | 11. Okt. 2019                              | Janice Cook     | Eliza Clark         |
| 46         | 10        | Ausstiegsstrategie | Exit Strategy  | 30. Juli 2019        | 11. Okt. 2019                              | Nick Copus      | Matt Kester         |
| 47         | 11        | Julia              | Julia          | 6. Aug. 2019         | 18. Okt. 2019                              | Shawn Hatosy    | Daniele Nathanson   |
| 48         | 12        | Späte Rache        | Ghosts         | 13. Aug. 2019        | 18. Okt. 2019                              | John Wells      | John Wells          |
| 49         | 13        | Vermächtnis        | Smurf          | 20. Aug. 2019        | 25. Okt. 2019                              | David Rodriguez | Eliza Clark         |

## Staffel 5
Die Erstausstrahlung der fünften Staffel war vom 11. Juli bis zum 3. Oktober 2021 auf dem US-amerikanischen Kabelsender TNT zu sehen. Die deutschsprachige Erstausstrahlung sendete der Pay-TV-Sender Warner TV Serie vom 15. Oktober bis zum 19. November 2021.
| Nr. (ges.) | Nr. (St.) | Deutscher Titel     | Originaltitel     | Erstausstrahlung USA | Deutschsprachige Erstausstrahlung (D/A/CH) | Regie           | Drehbuch                |
| ---------- | --------- | ------------------- | ----------------- | -------------------- | ------------------------------------------ | --------------- | ----------------------- |
| 50         | 1         | Gold                | Red Handed        | 11. Juli 2021        | 15. Okt. 2021                              | Nick Copus      | Daniele Nathanson       |
| 51         | 2         | Testament           | What Remains      | 18. Juli 2021        | 15. Okt. 2021                              | Mark Strand     | Bill Balas              |
| 52         | 3         | Koks statt Kohle    | Freeride          | 25. Juli 2021        | 22. Okt. 2021                              | John Wells      | Bradley Paul            |
| 53         | 4         | Trauma              | Power             | 1. Aug. 2021         | 22. Okt. 2021                              | Batan Silva     | Shukree Hassan Tilghman |
| 54         | 5         | Familiengeschäfte   | Family Business   | 8. Aug. 2021         | 29. Okt. 2021                              | Janice Cooke    | Vanessa Baden Kelly     |
| 55         | 6         | Licht und Wahrheit  | Home Sweet Home   | 15. Aug. 2021        | 29. Okt. 2021                              | Nick Copus      | Matt Kester             |
| 56         | 7         | Hemd gegen Haus     | Splinter          | 22. Aug. 2021        | 5. Nov. 2021                               | Nick Copus      | Carla Frankenbach       |
| 57         | 8         | Bruderkampf         | Gladiators        | 29. Aug. 2021        | 5. Nov. 2021                               | Nick Copus      | Heath Corson            |
| 58         | 9         | Abwärts             | Let It Ride       | 5. Sep. 2021         | 12. Nov. 2021                              | Loren Yaconelli | Bill Balas              |
| 59         | 10        | Unter Druck         | Relentless        | 12. Sep. 2021        | 12. Nov. 2021                              | Loren Yaconelli | Bradley Paul            |
| 60         | 11        | Zwei Leichen zuviel | Trust the Process | 19. Sep. 2021        | 19. Nov. 2021                              | Shawn Hatosy    | Shukree Hassan Tilghman |
| 61         | 12        | Unerledigte Dinge   | Loose Ends        | 26. Sep. 2021        | 19. Nov. 2021                              | Nick Copus      | Matt Kester             |
| 62         | 13        | Auge um Auge        | Launch            | 3. Okt. 2021         | 19. Nov. 2021                              | Nick Copus      | Daniele Nathanson       |

## Staffel 6
Die US-amerikanische Ausstrahlung der sechsten Staffel fand vom 19. Juni bis zum 28. August 2022 auf dem Kabelsender TNT statt.
| Nr. (ges.) | Nr. (St.) | Deutscher Titel | Originaltitel        | Erstausstrahlung USA | Deutschsprachige Erstausstrahlung (D/A/CH) | Regie           | Drehbuch                                 |
| ---------- | --------- | --------------- | -------------------- | -------------------- | ------------------------------------------ | --------------- | ---------------------------------------- |
| 63         | 1         | –               | 1992                 | 19. Juni 2022        | –                                          | Nick Copus      | Daniele Nathanson                        |
| 64         | 2         | –               | Rise                 | 19. Juni 2022        | –                                          | Nick Copus      | Matt Kester                              |
| 65         | 3         | –               | Pressure and Time    | 26. Juni 2022        | –                                          | Shawn Hatosy    | Bradley Paul                             |
| 66         | 4         | –               | Inside Man           | 26. Juni 2022        | –                                          | Amyn Kaderali   | Vanessa Baden Kelly                      |
| 67         | 5         | –               | Covet                | 3. Juli 2022         | –                                          | Aric Avelino    | Carla Frankenbach                        |
| 68         | 6         | –               | Diamonds Are Forever | 10. Juli 2022        | –                                          | Mark Strand     | Shukree Hassan Tilghman                  |
| 69         | 7         | –               | Incognito            | 17. Juli 2022        | –                                          | Nick Copus      | Heath Corson                             |
| 70         | 8         | –               | Revelation           | 24. Juli 2022        | –                                          | Ryan Zaragoza   | Bradley Paul                             |
| 71         | 9         | –               | Gethsemane           | 31. Juli 2022        | –                                          | Ramaa Mosley    | Vanessa Baden Kelly & Carla Frankenbrach |
| 72         | 10        | –               | Clink                | 7. Aug. 2022         | –                                          | Shaz Bennett    | Shukree Hassan Tilghman                  |
| 73         | 11        | –               | Hit and Run          | 14. Aug. 2022        | –                                          | Sherwin Shilati | Matt Kester                              |
| 74         | 12        | –               | Exodus               | 21. Aug. 2022        | –                                          | Nick Copus      | Bradley Paul                             |
| 75         | 13        | –               | Fubar                | 28. Aug. 2022        | –                                          | John Wells      | Daniele Nathanson                        |